# Bobtown (Pennsylvanie)
Pour les articles homonymes, voir Bobtown.
Bobtown est une census-designated place située dans le comté de Greene, dans le Commonwealth de Pennsylvanie, aux États-Unis. Sa population, qui s’élevait à 757 habitants lors du recensement de 2010, est estimée à 728 habitants au 1er juillet 2020.